# Chuang Chuo-čching
Chuang Chuo-čching (čínsky pchin-jinem Huáng Huǒqīng, znaky zjednodušené 黄火青; 20. června 1901 – 9. listopadu 1999) byl čínský komunistický politik, generální prokurátor Nejvyšší lidové prokuratury (1978–1983), předtím první tajemník provinčního výboru KS Číny v Liao-ningu (1958–1967), první tajemník městského výboru KS Číny v Tchien-ťinu (1953–1958) a starosta Tchien-ťinu (1955–1958). Od poloviny 50. let patřil k širšímu vedení KS Číny jako kandidát (1956–1967) a člen (1978–1982) jejího ústředního výboru a poté člen stálého výboru ústřední poradní komise KS Číny (1982–1987).

## Život
Chuang Chuo-čching se narodil 20. června 1901 v okrese Cao-jang na severu provincie Chu-pej. Během studií se účastnil hnutí čtvrtého května; roku 1926 vstoupil do Komunistické strany Číny. působil jako učitel a komunistický aktivista v severochupejském okrese Cao-jang, roku 1927 odešel do Wu-chanu k dalšímu školení a v létě 1926 odjel do Sovětského svazu, kde studoval na Sunjatsenově univerzitě a na vojenských vysokých školách. Roku 1930 se vrátil do Číny, sloužil v Rudé armádě v na jihu provincie Ťiang-su. Po zranění se přesunul do Šanghaje, kde pracoval jako komunistický funkcionář na okresní úrovni, roku 1931 se stal instruktorem ústředního výboru. Koncem roku 1931 odjel do centrální sovětské oblasti v Ťiang-si, kde působil v dělnicko-rolnické škole Rudé armády a poté v úřadu státní bezpečnosti. V první polovině roku 1932 vykonával funkci politického komisaře pluku v 5. sboru Rudé armády, potom komisaře ve škole Rudé armády, od podzimu 1933 byl sekretářem Pchan Chan-niena (jednoho z vedoucích představitelů úřadu státní bezpečnosti), od jara 1934 vedl politické oddělení 9. sboru Rudé armády.
Účastnil se Dlouhého pochodu (od října 1934), v létě 1935 byl přeložen do politického oddělení 4. frontu čínské Rudé armády. Sloužil v části 4. frontu, která se neúspěšně pokusila probít kansuským koridorem na západ. Naprostá většina vojáků přitom zahynula, Chuang Chuo-čching patřil k těm nemnohým, kteří se roku 1937 dostali do Urumči. V Sin-ťiangu pak působil jako generální tajemník Sin-ťiangské lidové protiimperialistické federace (roku 1938) a správce prefektury Aksu (roku 1939). V říjnu 1940 byl přeložen do Jen-anu, kde působil jako zástupce ředitele Vojenské a politické akademie a v ústřední stranické škole. Po roce 1945 pracoval jako zástupce tajemníka a vedoucí organizačního oddělení výboru KS Číny v oblasti Ťi-čcha-že-liao, tajemník Džeholského provinčního stranického výboru a politický komisař vojenského obvodu tamtéž.
Od ledna 1949 zastával funkci zástupce tajemníka a vedoucího organizačního oddělení tchienťinského městského výboru KS Číny a předsedy tchienťinských odborů (1952–1953). V dubnu 1953 převzal funkci tajemníka (od července 1956 prvního tajemníka) tchienťinského městského výboru KS Číny, roku 1954 byl zvolen poslancem Všečínského shromáždění lidových zástupců a i členem jeho stálého výboru (do 1959). V lednu 1955 se stal také starostou Tchien-ťinu (obě funkce zastával do června 1958) a v březnu 1955 předsedou městského výboru Čínského lidového politického poradního shromáždění (do roku 1960). Na VIII. sjezdu KS Číny v září 1956 byl zvolen kandidátem ústředního výboru. V červnu 1958 přešel na místo prvního tajemníka liaoningského provinčního výboru KS Číny. Současně s vedením strany v Liao-ningu zastával i úřady předsedy provinčního výboru Čínského lidového politického poradního shromáždění (od 1959), politického komisaře liaoningského vojenského obvodu (od 1960), tajemníka severozápadního byra ÚV KS Číny (od 1963).
Během kulturní revoluce byl pronásledován, v lednu 1967 se musel vzdát funkcí a úřadů. K politické práci se vrátil roku 1975, když se v září 1975 stal místopředsedou liaoningského revolučního výboru. V únoru 1978 byl opět zvolen poslancem Všečínského shromáždění lidových zástupců (do 1983) a v březnu 1978 přešel do Pekingu, když byl Všečínským shromážděním lidových zástupců zvolen generálním prokurátorem Nejvyšší lidové prokuratury, také se stal i zástupcem vedoucího ústřední skupiny pro politické a právní záležitosti KS Číny a od prosince 1978 členem ústředního výboru. V roce 1980 byl jmenován vedoucím Zvláštního prokurátorského úřadu pro soudní proces s kontrarevolučními skupinami Lin Piaa a Ťiang Čching. Na XII. sjezdu KS Číny v září 1982 již nebyl zvolen do ústředního výboru, náhradou ho delegáti sjezdu zvolili členem ústřední poradní komise a stal se i členem jejího stálého výboru.
Roku 1983 odešel z prokuratury, když byl v novém funkčním období generálním prokurátorem zvolen Jang I-čchen. Roku 1987 mu skončilo i členství v ústřední poradní komisi.
Zemřel 9. listopadu 1999 v Pekingu ve věku 98 let.
Jeho syn Chuang I-čcheng byl v letech 1988–1993 ministrem energetiky Čínské lidové republiky.